# Johnny Doughboy
Pour plus de détails, voir Fiche technique et Distribution.
Johnny Doughboy est un film américain en noir et blanc réalisé par John H. Auer, sorti en 1942.

## Synopsis
Penelope Ryan est une jeune actrice arrogante qui ne veut plus jouer de rôles de jeunes mais d'adultes ; elle se retire dans la montagne où elle tombe amoureuse de l'écrivain solitaire Henry Wilcoxon.
Le studio la remplace par la présidente de son fan club, qui s'avère être son sosie. 
Pendant ce temps, d'autres anciens enfants acteurs essayant de monter un spectacle pour les GI, financé par l'USO. Les soldats réclament Penelope Ryan, aussi la troupe de jeunes acteurs tente-t-elle de convaincre Penelope d'y participer, sans savoir qu'ils ont affaire à un sosie.

## Fiche technique
- Titre : Johnny Doughboy
- Réalisation : John H. Auer
- Scénario : Lawrence Kimble et Frederick Kohner
- Photographie : John Alton
- Montage : Wallace Grissell
- Producteur : John H. Auer
- Société de production  et de distribution : Republic Pictures
- Pays de production :  États-Unis
- Langue originale : anglais américain
- Format : noir et blanc — 35 mm — 1,37:1 — son : mono (RCA Sound System)
- Genre : musical, comédie
- Durée : 63 minutes
- Date de sortie :
  - États-Unis : 31 décembre 1942
  - France : 24 mai 1947

## Distribution
- Jane Withers : Ann Winters / Penelope Ryan
- Henry Wilcoxon : Oliver Lawrence
- Patrick Brook : Johnny Kelly
- William Demarest : Harry Fabian
- Ruth Donnelly : Biggy Biggsworth
- Etta McDaniel : Mammy
- Carl 'Alfalfa' Switzer : Alfalfa
- Bobby Breen : lui-même